# Cañón de Avilés
El Cañón de Avilés o Caladero de Carrandi es un gran valle submarino situado a 7 millas de la costa asturiana en el mar Cantábrico considerado el de mayor profundidad del mundo.
Situado en la posición 6º Oeste el cañón comienza a una profundidad de 140 metros sobre la plataforma cantábrica hasta los 4750 metros de profundidad de la base del cañón. El cañón se inicia sobre la perpendicular de la localidad de Avilés llegando hasta la costa de Navia. 
Su origen data del Neógeno, al igual que el resto de los cañones localizados en el margen cantábrico, siendo controlado por fracturas antiguas reactivadas durante el Cenozoico y ligadas a la apertura del golfo de Vizcaya. Su morfología es la de un valle principal que alcanza una profundidad de casi 5000 metros al que le llegan otros menores tributarios, encajados a favor de las principales direcciones de fracturación y sus conjugadas, que convergen en el talud llegando a desembocar en la llanura abisal del golfo de Vizcaya.

## Ecosistema
El ecosistema del cañón es una de los más importantes y diversos de la plataforma del mar Cantábrico. Dentro del mismo se pueden encontrar varios ecosistemas relacionados con la variación de profundidad. En el mismo se pueden encontrar zonas de gran importancia reproductora para especies como el rape o la merluza. Según el oceanógrafo José L. Acuña, existen dentro del valle submarino unas 800 especies de organismos bentónicos; además, el cañón de Avilés también es una zona de paso de ballenas, entre otras grandes especies marinas.

### Corales
El primer arrecife de coral de agua fría de España fue encontrado en el Cañón, en 1987, por un equipo de investigadores del Departamento de Biología de Organismos y Sistemas de la Universidad de Oviedo financiado por la empresa Hidroeléctrica del Cantábrico y dirigido por el Profesor Emilio Anadón. Entre las especies encontradas se pueden destacar Lophelia pertusa o Madrepora oculata. 
Mide:500m.

### Cetáceos
En la costa asturiana se encuentra la mayor biodiversidad de cetáceos del Cantábrico. Estos cetáceos están relacionados con el cañón pues las principales poblaciones de delfínidos tales como los delfines comunes, listados, mulares y el calderón común habitan las profundidades del mismo.

### Calamar gigante
En la sima se cree que se halla el hábitat de Architeuthis dux o el de Taningia danae.

## Protección
El ecosistema del cañón se enfrenta a varios peligros entre los que destacan la explotación pesquera de la zona, la ampliación del puerto de Avilés, el tráfico marítimo de la zona y la presión humana con vertidos de aguas residuales y desarrollo costero.
El Cañón de Avilés es una de las diez áreas marinas españolas candidatas a incorporarse a la Red Natura 2000.

## Situación
Latitud: 43.792875. Longitud: -6.219975 ( 43°47'34.4"N 6°13'11.9"W)
UFI: -152449. UNI: -236369
UTM: QJ16. JOG: NK29-02